# نيكي أجوسي
نيكي أجوسي (بالإنجليزية: Nicky Ajose)‏ هو لاعب كرة قدم بريطاني في مركز الهجوم، ولد في 7 أكتوبر 1991 في بري ‏ في المملكة المتحدة. شارك مع منتخب إنجلترا تحت 16 سنة لكرة القدم ومنتخب إنجلترا تحت 17 سنة لكرة القدم. أما مع النوادي، فقد لعب مع سكونثورب يونايتد وسويندون تاون وليدز يونايتد ومانشستر يونايتد ونادي بوري ونادي بيتربورو يونايتد ونادي تشيسترفيلد ونادي كرو ألكساندرا ونادي كرولي تاون.

## وصلات خارجية
- نيكي أجوسي على موقع قاعدة بيانات كرة القدم.إي يو (الإنجليزية)
- نيكي أجوسي على موقع Soccerbase.com (لاعب) (الإنجليزية)